# Такесіма (Сіґа)
Такесіма (яп. 多景島, «острів Таке») — острів в Японії, в озері Біва. Належить місту Хіконе у префектурі Сіґа. Знаходиться 6 км західніше міського порту.
Берегова лінія острова становить близько 600 м, довжина — 200 м, ширина — близько 70 м, а висота над рівнем озера — 20 м. У геологічній будові острова переважає граніт.